# Сиддик, Хасан Фоез
Хасан Фоез Сиддик (бенг. হাসান ফয়েজ সিদ্দিকী; род. 1 января 1956) — бангладешский государственный и политический деятель. Действующий главный судья Бангладеш. Должен уйти в отставку 25 сентября 2023 года.

## Ранний период жизни
Родился 26 сентября 1956 года в семье Абдула Гофура Моллы и Нурджахан Бегум. В 1972 году поступил в школу Хокса Джанипур, а затем продолжил обучение в государственном колледже в Багерхате в 1974 году. Имеет степень бакалавра искусств от государственного колледжа в Саткхире, а затем получил степень магистра политологии на факультете политических наук Даккского университета. Позже получил степень бакалавра права в юридическом колледже Дханмонди и в 1981 году стал работать адвокатом в окружной суд Дакки. Его старший брат Абу Бакар Сиддик ушёл в отставку с должности судьи апелляционной палаты.

## Карьера
В 1981 году был зарегистрирован в должности адвоката Окружного суда, в 1983 году в Коллегии Высокого суда и в 1999 году в Апелляционной палаты Верховного суда Бангладеш. Работал юрисконсультом в городской корпорации Кхулны, муниципалитете Куштия, Джалал-Абадской газотранспортной компании и главным юрисконсультом министерства внутренних дел.
24 декабря 2007 года был назначен генеральным прокурором Бангладеш. Ушел в отставку 4 июня 2008 года, сославшись на трудности с выполнением своих обязанностей. В 2009 году стал судьей Высокого суда, а в 2013 году стал судьей Апелляционной палаты Верховного суда Бангладеш.
30 апреля 2015 года был назначен председателем Комиссии судебной службы Бангладеш. В сентябре 2019 года некоторое время исполнял обязанности главного судьи Бангладеш. 4 мая 2020 года был повторно назначен председателем Комиссии судебной службы Бангладеш.
21 июня 2021 года издал приказ об отмене залога для обвиняемых в нападении на кортеж премьер-министра Шейх Хасины. 30 декабря 2021 года был назначен главным судьей, вместо самого высокопоставленного судью Апелляционной палаты Мухаммад Имман Али.

## Личная жизнь
Женат на Далии Фироз. Его старший брат Абу Бакар Сиддик — судья Апелляционного суда в отставке.

## Примечание
1. ↑  Chief Justice Hasan Foez Siddique sworn in (31 декабря 2021). Дата обращения: 18 июля 2022. Архивировано 7 июня 2022 года.
2. ↑  Annual Report 2014. Supreme Court of Bangladesh. Дата обращения: 15 марта 2018. Архивировано 24 июня 2017 года.
3. ↑  Desk, City. Justice Hasan Foez new Judicial Service Commission chairman (англ.). The Daily Star (1 мая 2015). Дата обращения: 22 декабря 2021. Архивировано 22 декабря 2021 года.
4. ↑  ডটকম, জ্যেষ্ঠ প্রতিবেদক বিডিনিউজ টোয়েন্টিফোর. নতুন প্রধান বিচারপতি হাসান ফয়েজ সিদ্দিকী. bangla.bdnews24.com. Дата обращения: 30 декабря 2021. Архивировано 30 декабря 2021 года.
5. 1 2  হাসান ফয়েজ সিদ্দিকী প্রধান বিচারপতি (бенг.). DailyInqilabOnline. Дата обращения: 30 декабря 2021. Архивировано 30 декабря 2021 года.
6. ↑  নতুন প্রধান বিচারপতি নিয়োগ পেতে পারেন বৃহস্পতিবার. Jagonews24. Дата обращения: 30 декабря 2021. Архивировано 29 декабря 2021 года.
7. ↑  Home : Supreme Court of Bangladesh. www.supremecourt.gov.bd. Дата обращения: 30 декабря 2021. Архивировано 28 декабря 2021 года.
8. ↑  Hasan Foez Siddique appointed new Chief Justice (англ.). The Daily Star (30 декабря 2021). Дата обращения: 1 февраля 2022. Архивировано 4 января 2022 года.
9. ↑  Addl Attorney General Siddiqui resigns. bdnews24.com. Дата обращения: 22 декабря 2021. Архивировано 22 декабря 2021 года.
10. ↑  Justice Hasan Foez made Supreme Court chamber judge. Dhaka Tribune (4 февраля 2018). Дата обращения: 30 декабря 2021. Архивировано 30 декабря 2021 года.
11. ↑  3 judges appointed to Appellate Division. bdnews24.com. Дата обращения: 30 декабря 2021. Архивировано 22 декабря 2021 года.
12. 1 2  Report, Star Online. President reappoints Justice Hasan Foez Siddique chairman of BJSC (англ.). The Daily Star (4 мая 2020). Дата обращения: 22 декабря 2021. Архивировано 22 декабря 2021 года.
13. ↑  Hasan Foez Siddique appointed BJSC chairman (брит. англ.) (4 мая 2015). Дата обращения: 30 декабря 2021. Архивировано 18 июля 2022 года.
14. ↑  Justice Hasan Foez Siddique made acting CJ (англ.). New Age. Дата обращения: 22 декабря 2021. Архивировано 22 декабря 2021 года.
15. ↑  Stay on bail of Sheikh Hasina motorcade attack case convicts upheld. theindependentbd.com. Дата обращения: 22 декабря 2021. Архивировано 22 декабря 2021 года.
16. ↑  Chief Justice Hasan Foez Siddique sworn in (англ.). The Daily Star (31 декабря 2021). Дата обращения: 1 февраля 2022. Архивировано 4 января 2022 года.
17. ↑  প্রধান বিচারপতি সস্ত্রীক করোনায় আক্রান্ত (бенг.). The Daily Star Bangla (20 января 2022). Дата обращения: 20 января 2022. Архивировано 20 января 2022 года.
18. ↑  Bangladesh appoints Hasan Foez Siddique as chief justice. bdnews24.com (30 декабря 2021). Дата обращения: 1 февраля 2022. Архивировано 1 февраля 2022 года.